# Tophotel
Tophotel wurde 1983 mit dem Untertitel „Die Fach-Illustrierte für das Hotel-Management“ von dem Landsberger Journalisten Wolfgang Schmitz als Monatsjournal gegründet. Die Erstausgabe erschien im Februar 1984. Bereits 1990 war Tophotel zur meistabonnierten deutschsprachigen Hotelfachzeitschrift avanciert mit Abonnenten in über 90 Ländern. Bis zum Verkauf an die Düsseldorfer Verlagsgruppe Handelsblatt Ende 2008 fungierte Wolfgang Schmitz als Herausgeber & Chefredakteur. Der durchschnittliche Heftumfang betrug 170 Seiten. Das Magazin wird mittlerweile von der Freizeit Verlag GmbH verlegt, einem Unternehmen der Holzmann Medien GmbH & Co. KG.

## Inhalte
Im Fokus der Berichterstattung stehen Themen aus den Ressorts „People & Trends“, „Business & Management“, „Food & Beverage“ sowie „Trends & Inspiration“.
Zum Markenkranz von Tophotel zählen neben dem Stammheft, welches 10-mal im Jahr erscheint (Doppelausgabe 1–2 und 7–8) die App „Tophotel“, die Website, der Tophotel-Newsletter, die Social-Media-Kanäle (Facebook, LinkedIn, Xing, Twitter, Instagram) sowie mehrere Awards und Veranstaltungen.
Tophotel hat eine verbreitete Auflage von 18.220 Exemplaren. Die aktuelle Online-Reichweite lt. IVW im August 2021: Visits: 220.626 / PageImpressions: 287.206.